# 어파이어
《어파이어》(독일어: Roter Himmel)는 2023년 개봉한 독일의 드라마 영화이다. 크리스티안 페촐트가 감독과 각본을 맡았다. 이 영화는 제73회 베를린 국제 영화제에서 심사위원대상을 받고 황금곰상 경쟁후보작으로 선정되었다.
이 영화는 뜨거운 여름 발트해 해변에서 숲속 별장에 모인 네 명의 젊은 남녀를 중심으로 욕망, 사랑, 질투, 분노의 불길이 번져가는 이야기를 그린다. 사랑과 낭만이 넘쳐야 할 여름 해변을 배경으로 번져오는 산불을 감지하지 못하고 자기 안에만 갇혀 있는 예술가에 대한 날카로운 풍자와 아이러니를 담고 있다.
이 영화는 불안으로 인해 보지 못하는 것과, 일침을 통한 깨달음 끝에 불안에도 불구하고 볼 수 있게 되었지만 정작 불타 사라져 볼 수 없게 된 대상, 그럼에도 불구하고 살아남아 응시되는, 혹은 새로이 불타게 되는 것에 대해 이야기한다.

## 줄거리
뜨거운 여름 발트해 해변의 숲속 별장에 모인 네 명의 젊은 남녀를 중심으로 욕망, 사랑, 질투, 분노의 불길이 번져가는 이야기를 그린다.
레온은 자신의 글에 갇혀 외부로 시야를 틀지 못하고 주변의 유머와 사랑, 재난, 심지어 죽음조차도 온전히 감지하지 못한다.
펠릭스와 데비드가 황급히 고장 난 차를 찾으러 떠나자마자 헬무트가 통증을 호소하며 쓰러진다. 나디아가 헬무트와 병원으로 먼저 향하면 레온은 길을 잃고 방황하다 죽어가는 것을 차례로 마주한다. 이 모든 게 한 시퀀스 내에서 연쇄적으로 들이닥친다.

## 출연

### 주연
- 토마스 슈베르트 - 레온 역
- 파울라 베어 - 나디아 역

### 조연
- 랑스톤 우이벨 - 펠릭스 역
- 에노 트렙스 - 데비트 역
- 마티아스 브란트 - 헬무트 역
- 에스터 아슈 - 쾨니히 역
- 예니퍼 안토니 - 롤란트 부인 역
- 요나스 다슬러
- 마리케 츠바르트